# Wolfgang Hoffmann (SS-Mitglied)
Wolfgang Hermann Robert Hoffmann (* 25. April 1914 in Schmiedeberg im Riesengebirge; † 22. Januar 1989 in Hamburg) war ein deutscher SS-Hauptsturmführer und Polizeibeamter. Für seine Handlungen während der NS-Zeit wurde er für mehrere Kriegsverbrechen verurteilt.

## Leben
Wolfgang Hoffmann war Sohn eines Postinspektors. In Lauban besuchte er die Grundschule und anschließend das humanistische Gymnasium, das er 1934 nach bestandenem Abitur verließ. Nach dem Abitur nahm er nicht am Reichsarbeitsdienst teil.
Ab Januar 1932 gehörte Hoffmann der HJ an, am 1. Mai 1933 wurde er Mitglied der SS. Von April 1934 bis Oktober 1935 leistete er freiwillig Militärdienst, und schied im Oktober 1935 als Unteroffizier d. R. aus. Anschließend war er arbeitslos und arbeitete dann für einige Zeit als Hilfsangestellter beim Arbeitsamt in Lauban. Am 1. Juli 1936 wurde er auf seine Bewerbung bei der Polizei in Breslau als Wachtmeister d.R. eingestellt. Er besuchte die Offizierschule in Köpenick. Zum 1. Dezember 1937 trat er der NSDAP bei (Mitgliedsnummer 5.994.662). Am 22. Dezember 1937 wurde er zum Leutnant der Schutzpolizei ernannt und gleichzeitig nach Hamburg versetzt. In Hamburg war er zunächst als Zugführer tätig. Später wurde er Adjutant der Polizei-Ausbildungsabteilung in Hamburg.
1939 befand sich Hoffmann im Protektorat Böhmen und Mähren und machte Besatzungsdienst. Dann nahm er am Überfall auf Polen teil und blieb dort bis zum Winter 1940. Anfang des Jahres 1942 wurde er zum Reserve-Polizei-Bataillon 101 versetzt und war ab Ende Juni 1942 Hauptmann der Schutzpolizei und Führer der 3. Kompanie. Hoffmann war im Distrikt Lublin für zahlreiche Kriegsverbrechen wie Massenerschießungen und Deportationen in Vernichtungslager von polnischen Jüdinnen und Juden verantwortlich. Anfang des Jahres 1943 kam er nach Hamburg zurück. Bis zum Kriegsende fand er als Kompaniechef und Bataillonskommandeur bei verschiedenen Einheiten Verwendung.
Am 29. Mai 1945 meldete er sich bei der Polizei in Hamburg zurück und wurde als Hauptmann im Polizeidienst verwendet, bis er auf Anordnung der Militärregierung am 30. August 1945 entlassen wurde. Anschließend wurde er in Sennelager interniert und wartete dort auf seine Entnazifizierung. Nach kurzer Arbeitslosigkeit wurde er zunächst Geschäftsführer in einem Auskunftsbüro. Ende 1947 wurde er als Inspektor wieder in den Polizeidienst eingestellt. Bis zu seiner Dienstenthebung auf Grund der im vorliegenden Verfahren gegen ihn erhobenen Vorwürfe am 30. Januar 1963 war er bei der Polizei in Hamburg tätig. Vom 16. November 1964 bis zum 10. Mai 1966 befand sich Hoffmann in Untersuchungshaft. Nach der Haftentlassung arbeitete er als kaufmännischer Angestellter. Am 30. Oktober 1967 begann vor dem Schwurgericht am Landgericht Hamburg die Hauptverhandlung. Am 8. April 1968 wurde er wegen Beihilfe zum Mord an 1800 Menschen zu acht Jahren Zuchthaus verurteilt. Auf die Revision wurde das Urteil  vom Bundesgerichtshof aufgehoben und Hoffmann letztinstanzlich am 24. April 1972 wegen Behilife zum Mord an 800 Menschen zu 4 Jahren Freiheitsstrafe verurteilt. Am 16. Mai 1975 wurde er aus der JVA Vierlande entlassen.
Hoffmann wurde 1965 im Braunbuch der DDR des SED-Funktionärs Norbert Podewin namentlich aufgeführt.